# Torlit de Veneçuela
El torlit de Veneçuela (Burhinus bistriatus) és ocell de la família dels burrínids (Burhinidae) que habita sabanes de la zona Neotropical, a la Hispaniola, sud de Mèxic, Amèrica Central i del Sud, al nord de Colòmbia, Veneçuela, Guyana i localment al nord del Brasil.